# Lukas Graber
Lukas Graber (sinh ngày 3 tháng 5 năm 2001) là một cầu thủ bóng đá người Liechtenstein hiện đang thi đấu ở vị trí hậu vệ cho câu lạc bộ Eschen/Mauren và Đội tuyển bóng đá quốc gia Liechtenstein.

## Sự nghiệp thi đấu
Graber ra mắt quốc tế cho Liechtenstein vào ngày 3 tháng 6 năm 2022, trong trận giao hữu gặp Moldova.

## Thống kê sự nghiệp

### Quốc tế
Tính đến 26 tháng 9 năm 2022
| Liechtenstein | Liechtenstein | Liechtenstein |
| Năm           | Trận          | Bàn thắng     |
| ------------- | ------------- | ------------- |
| 2022          | 5             | 0             |
| Tổng cộng     | 5             | 0             |

## Đời tư
Anh ta là anh em sinh đôi của cầu thủ bóng đá Liechtenstein, Noah Graber.